# Osvobozená domácnost
Osvobozená domácnost byl podnik, který v dobách socialistického Československa nabízel občanům služby v oblasti čištění a praní prádla. Věnoval se ale také barvení šatů a textilu. Založen byl roku 1946. Na území Prahy měl 230 provozoven, z nichž 208 fungovalo jako sběrny.